# Système de gestion de la sécurité
Un système de gestion de la sécurité (SGS), également appelé système de management de la sécurité (SMS par influence anglo-saxonne), est un système de management visant à améliorer la sécurité.
Comme tout système de management, un SGS est caractérisé par une politique, une organisation, des objectifs, des rôles et responsabilités, des procédures et un dispositif d'amélioration continue (boucle PDCA).
Un SGS est mis en place dans la plupart des entreprises qui ont à maîtriser des risques industriels significatifs, notamment dans le domaine de l'énergie, des transports, de la chimie, etc. Cette mise en place est généralement encadrée par des lois et règlements nationaux et guidée par des référentiels normatifs[réf. nécessaire].

## Exemples de SGS
Un SGS doit notamment être mis en place par un exploitant d'aérodrome.
Au niveau international, les dispositions relatives aux systèmes de gestion de la sécurité pour le transport aérien figurent dans l'annexe 19 à la convention de Chicago.